# Francisco I de Bretaña

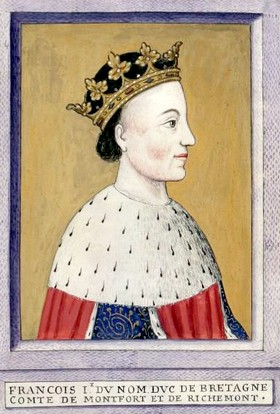
Francisco I de Bretaña.

Francisco I (en bretón: Fransez I, en francés François I) (Vannes, 14 de mayo de 1414 - Château de l'Hermine, 18 de julio de 1450) fue duque de Bretaña, conde de Montfort y conde titular de Richmond, desde 1442 hasta su muerte. Hijo de Juan VI de Bretaña y de  Juana de Valois, princesa de Francia.

### Matrimonios e hijos
El año 1431, en la ciudad de Nantes, contrajo matrimonio con Yolanda de Anjou, hija de Luis II de Nápoles, quien murió nueve años después. Solo tuvieron un hijo, que murió poco antes que su madre:
- Reinaldo de Bretaña (1434-1439)

Contrajo segundas nupcias con Isabel Estuardo, hija del rey Jacobo I de Escocia, con la que tuvo dos hijas:
- Margarita de Bretaña (1443–1469), casada con Francisco de Etampes, quien algún día sería duque de Bretaña
- María de Bretaña (1446–1511), casada con Juan II de Rohan

A pesar de las protestas de Escocia, ninguna de las dos princesas fueron reconocidas como herederas del ducado por su padre. Francisco I nombró como su heredero a su hermano menor, Pedro de Guingamp. El tratado de Guerànde, firmado en 1365, establecía la ley sálica en Bretaña. Para evitar las controversias, el duque decidió casar a su hija Margarita, heredera según las leyes previas al tratado, con Francisco de Etampes, tercero en el orden sucesorio al ducado, detrás de Pedro de Guingamp (hermano del duque) y de Arturo de Richmond (tío del duque). Además, casó a su hija segunda con el más poderoso señor del ducado, Juan II de Rohan.
Murió en 1450 en el castillo de la Herminia, en la ciudad de Vannes
| Predecesor: Juan VI | Duque de Bretaña 1442-1450 | Sucesor: Pedro II |